# Karsten Ocker
Karsten Ocker (* 23. März 1945 in Holte, Emsland; † 26. Januar 2015) war ein deutscher Sanitätsoffizier der Marine.

## Leben
Ocker besuchte die Max-Planck-Schule (Kiel). Nach dem Abitur studierte er ab 1966 an der Christian-Albrechts-Universität zu Kiel, der Universität Wien und der Medizinischen Akademie zu Lübeck Medizin. 1972 ging er als Medizinalassistent nach Neumünster und Trier. 1974 wurde er als Arzt approbiert und zum Dr. med. promoviert.
1974/75 leistete er den Grundwehrdienst als Stabsarzt und Geschwaderarzt beim 1. Ubootgeschwader in Kiel. Danach war er zwei Jahre Assistenzarzt bei Harald Tscherne an der Klinik für Unfallchirurgie der Medizinischen Hochschule Hannover. Am 3. Oktober 1977 trat er als Berufssoldat in den Sanitätsdienst der Bundeswehr. Nach drei Jahren klinischer  Weiterbildung in Innerer Medizin, Intensivmedizin, Flugmedizin und Arbeitsmedizin kam er 1980 als Fliegerarzt  zum Marinefliegergeschwader 3 „Graf Zeppelin“ in Nordholz und zum Marinefliegergeschwader 5 in Kiel. Seit 1981 Facharzt für Arbeitsmedizin, wurde er 1985 Divisionsarzt in der Marinefliegerdivision. Ab 1991 war er Kommandoarzt des Territorialkommando Schleswig-Holstein und des Wehrbereichskommandos I / 6. Panzergrenadierdivision. Zugleich war er Kommandeur des teilgekaderten Lazarettregiments 71 in Heide (Holstein).
Die erste ministerielle Verwendung hatte er von 1995 bis 1998 als Referatsleiter (Ausbildung, Grundsatz) im Bundesministerium der Verteidigung in Bonn. Seit 1998 Admiralarzt der Marine beim Marineamt in Rostock, wurde er 2001 Kommandeur des Sanitätskommando I. 2002  kehrte er als Stellvertreter des Inspekteurs des Sanitätsdienstes nach Bonn zurück. 2003 wurde er Inspekteur des Sanitätsdienstes. Am 30. September 2006 trat er in den Ruhestand.

## Ehrenämter
- Bundesarzt und Mitglied des Bundesvorstandes des Arbeiter-Samariter-Bundes Deutschland e. V. (ASB) (2006–2010)
- Präsident des Beirats von Medical Corps International Forum (2006–2011)
- Vorsitzender der Ständigen Konferenz für Katastrophenvorsorge und Bevölkerungsschutz (2008–2010)

## Auszeichnungen
Beförderungen
- 1974 Stabsarzt
- 1977 Oberstabsarzt
- 1981 Flottillenarzt
- 1985 Flottenarzt
- 1998 Admiralarzt
- 2002 Admiralstabsarzt
- 2003 Admiraloberstabsarzt

- Ehrenzeichen der Bundeswehr in Bronze, Silber und Gold
- Bundesverdienstkreuz am Bande
- Officier der Ehrenlegion
- Ehrenzeichen für Verdienste um die Republik Österreich
- Ungarischer Verdienstorden in Gold